# Krøderen (sø)
Søen Krøderen, eller Krøderfjorden  som mange kalder den, strækker sig ca. 41 km nordover fra byen med samme navn og ender ved Gulsvik i Flå kommune, i sydenden af Hallingdal Viken fylke i Norge. Den vigtigste vandtilførsel kommer fra Hallingdalselven i nord, og afløbet sker via Snarumselven i sydenden af søen.
Ved Noresund (langs Rigsvej 7) er der bro over søen, som på det punkt er ca. 200 m bred. Broen fører over til vestsiden af søen , hvor bl.a. opkørslen til Norefjeldmassivet ligger.